# Gornja vas (gmina Zreče)
Gornja vas – wieś w Słowenii, w gminie Zreče. 1 stycznia 2018 liczyła 56 mieszkańców.